# Babenstuben
Babenstuben ist ein Gemeindeteil von Eurasburg im oberbayerischen Landkreis Bad Tölz-Wolfratshausen. Die Einöde liegt circa drei Kilometer südlich von Eurasburg.
Babenstuben wurde am 1. Mai 1978 als Teil der bis dahin selbständigen Gemeinde Herrnhausen zu Eurasburg eingemeindet.

## Baudenkmäler
Siehe: Liste der Baudenkmäler in Babenstuben